# X2000

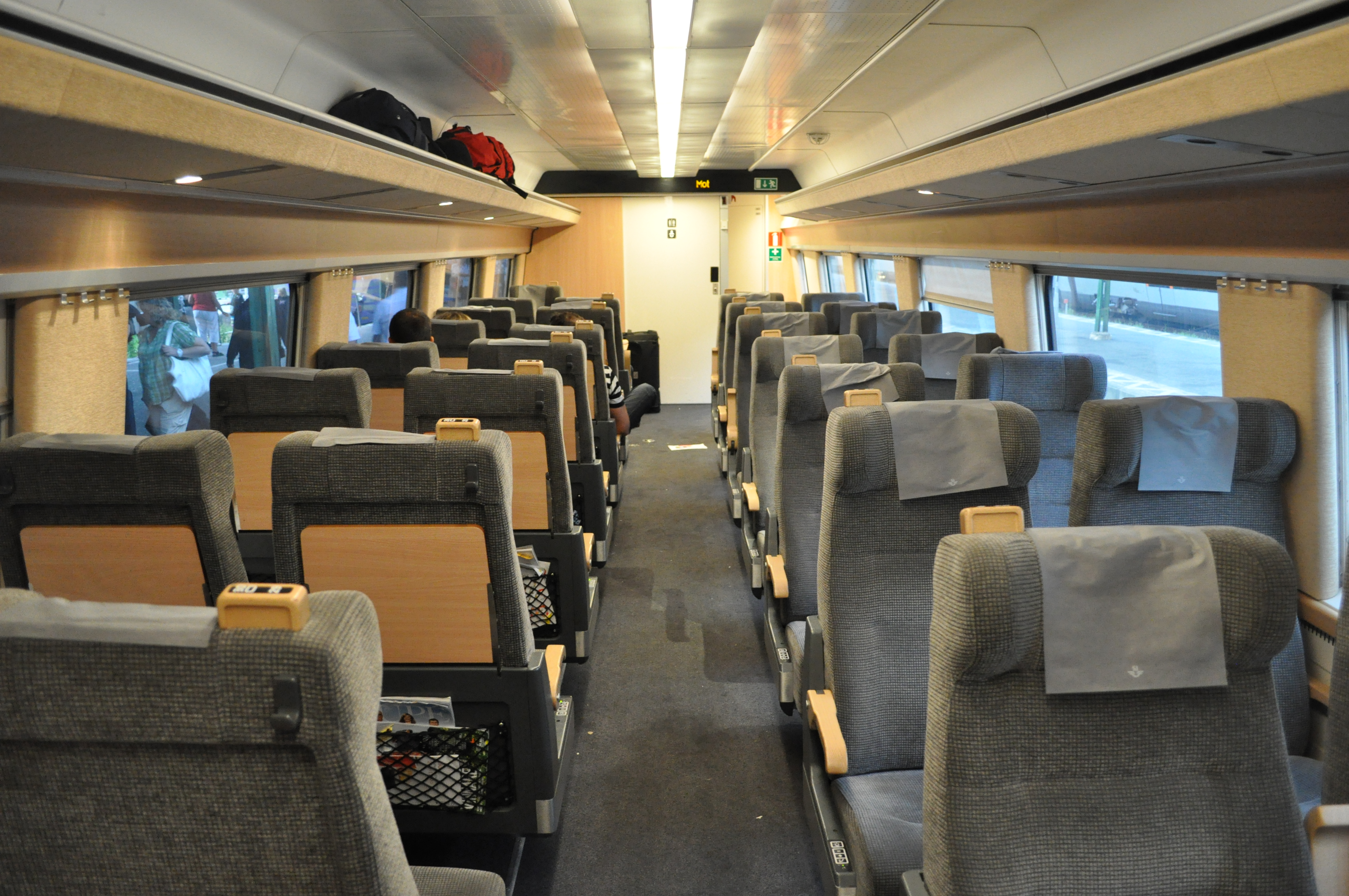
Interiér vozu druhé třídy

X2000 je název švédské elektrické jednotky s aktivním naklápěním vozové skříně řady X2, v provozu společnosti SJ AB.
Jednotky byly uvedeny do provozu roku 1990 jen s první třídou. Od roku 1995 začaly být vlaky hojněji využívány, když v nich byla zavedena druhá třída. Maximální uváděná rychlost soupravy je 210 km/h (avšak při testování v roce 1993 dosáhl až 276 km/h). V běžném provozu však je povoleno jen 200 km/h, protože tyto soupravy sdílejí se standardními vlaky tratě vybudované převážně v 2. polovině 19. století. Běžná cestovní rychlost bývá kolem 150 km/h. Rychlejším úsekem je Katrineholm – Skövde se vzdáleností 180 km, kterou zdolávají za 1 h 2 min, tj. průměrnou rychlostí 174,2 km/h.[zdroj?]
Všechny soupravy jsou vybaveny bezdrátovým přístupem k internetu, elektrickými zásuvkami u všech sedadel obou tříd. Vlak je vybaven zesilovači signálu pro mobilní telefony.